# 司藤
《司藤》（英語：RATTAN），是于2021年首播的网络剧，由李木戈执导，景甜、张彬彬、李沐宸、张亦驰主演，吴俊余、李依晓特别主演的奇幻悬爱剧，改编自尾鱼同名小说。该剧于2021年3月8日在优酷、腾讯视频、爱奇艺首播。同年7月15日LiTV 線上影視同步播出。

## 剧情简介
设计师秦放（张彬彬 饰）于一次寻根旅途中意外坠入山崖，唤醒沉睡数十年的外星后裔司藤（景甜 饰），两人相识后彼此守护，共同成长。

## 播出时间
| 频道     | 所在地   | 播出日期                    | 备注                                                    |
| -------- | -------- | --------------------------- | ------------------------------------------------------- |
| 优酷     | 中国大陆 | 2021年3月8日－2021年4月26日 | 非会员 每周日、一、二更新1集 会员 每周日、一、二更新2集 |
| 腾讯视频 | 中国大陆 | 2021年3月8日－2021年4月26日 | 非会员 每周日、一、二更新1集 会员 每周日、一、二更新2集 |
| 爱奇艺   | 中国大陆 | 2021年3月8日－2021年4月26日 | 非会员 每周日、一、二更新1集 会员 每周日、一、二更新2集 |

## 演员列表

### 领衔主演
| 演员   | 角色           | 简介 | 配音   |
| 景甜   | 司藤           | 苅族（白藤）／半個苅族 心地善良，异界外星基因融合地球植物（通稱苅族）的产物，原身為白藤，1910年異變（被丘山用隕石強行異變）於西南。被自己的分体白英所杀害（1939年亡，葬於達那）导致沉睡许久，因秦放的血而（2020年）复活。 苅族（白藤分身）／另半個苅族（司藤面相）／邵琰宽之二姨太（始為司藤面相、後為他人面相）→被滅殺 為司藤的另一人格，於司藤分體後殺了司藤，當成為邵琰寬的二姨太後，因忌妒邵琰寬再娶三姨太，於其新婚之夜殺了三姨太，其面相已改變為他人面相。知道自己會被懸門滅殺（最終死於1946年秋），為了復活暗佈一連串佈局，最後在與司藤一起滅丘山時，與丘山一同灰飛煙滅。 | 季冠霖 |
| 张彬彬 | 秦放           | 建築設計師→被滅殺→被復活→半個苅族之僕／擎天樹之稀薄血脈 秦來福之太孫（其爺爺為擎天樹之血脈），因被設計，意外墜谷亡，大量血流（擎天樹血脈）促讓司藤吸收而復活，一開始为其仆人身分，與司藤一同找尋司藤分身「白英」，後得知自己具擎天樹之稀薄血脈，相處過程中漸漸地愛上司藤。 | 原音   |
| 李沐宸 | 沈银灯（赤傘） | 苅族（赤傘菇）→被滅殺 與司藤同為苅族，名為赤傘。具赤傘菇毒。可幻殺。 | 路熙然 |
| 张亦驰 | 颜福瑞         | 懸門-星雲閣傳人／司藤、秦放之間的信鴿、傳聲筒 顏瓦房的師父。因故未能繼承師門傳承。因感恩，後與司藤一同找尋分身白英。 |        |

### 其他演员
| 演员                   | 角色                    | 简介 | 配音                  |
| 吳俊余                 | 王乾坤                  | 懸師之一 蒼鴻弟子，與顏福瑞是好友。 | 楊天翔                |
| 金泽灏                 | 单志刚                  | 秦放好友兼合夥人／丘山（青年）→外星隕石失效變老→被滅殺 實際身分為（返老還童）後之丘山。 |                       |
| 潘一祎                 | 安蔓                    | 秦放前女友／詐欺犯／前赵江龙之小三→被滅殺 本名安小婷。 | 邱秋                  |
| 邵峰                   | 丘山                    | 道貌岸然，年輕時被苅族出賣而視所有苅族為仇，用隕石強行將司藤異變并自幼囚禁虐待，一直强迫司藤残害同族，為了滅殺司藤用隕石能力讓自己多活80餘年。 |                       |
| 李依曉                 | 白英                    | 苅族（白藤）／另半個苅族（司藤面相）／邵琰宽之二姨太（始為司藤面相、後為他人面相）→被滅殺 為司藤的另一人格，於司藤分體後殺了司藤。當成為邵琰寬的二姨太後，因忌妒邵琰寬再娶三姨太，於其新婚之夜殺了三姨太，其面相已改變為他人面相。知道自己會被懸門滅殺（最終死於1946年秋），為了復活暗佈一連串佈局。 →被復活→另半個苅族（為前世臨終前面相） 再次復生（2020年）後，逃離現場。因緣際會認識懸師之一－白金，藉由其口，了解現世與司藤現況。最後在與司藤一起滅丘山時，與丘山一同灰飛煙滅。 |                       |
| 袁成傑                 | 邵琰宽                  | 追求司藤卻被發現其心不軌而遭拒絕，與丘山聯手娶了白英，趁其產子最為虛弱之時將其滅殺 |                       |
| 李木戈                 | 白金                    | 網紅／懸師之一 外號：白大忽悠。苅族白英再次復生（2020年）後，逃離現場。因緣際會認識白金，藉由其口，了解現世與司藤現況。 |                       |
| 张定涵(童年：拉茸吹追) | 贾桂芝                  | 賈三的後代，其祖賈三因贾桂芝手上之藤殺痕漬而確認為自己後代。最後在達那老宅定居生活（伴其夫墓）。 |                       |
| 吕行                   | 赵江龙                  | →被滅殺 化名“马老板”，是安蔓與秦放在達那的民宿遇見的。 |                       |
| 王冠                   | 周万东                  | 安蔓在達那遇到找趙江龍身上"九眼天珠"的人，綁走安蔓。 |                       |
| 師悅玲                 | 孔菁華                  | 苅族（竹）／小西竹養母 原身為竹，曾收養小西竹。 |                       |
| 于淵                   | 齊哥                    | 安蔓在達那遇到找趙江龍身上"九眼天珠"的人，綁走安蔓。 |                       |
| 范世德 (童年：张岂源)  | 蒼鴻                    | 懸門組織主事／長鳴学齋的会長兼天文愛好學會 後稱丘山為師叔。 | 宣晓鸣 (童年：沈良骏) |
| 蒋可                   | 丁大成                  | 懸師之一 。 |                       |
| 劉鎮                   | 馬丘陽                  | 懸師之一 。 |                       |
| 楊醜蟾                 | 潘祈年                  | 懸師之一 。 |                       |
| 陈芷琰                 | 西竹／ 司藤再生（童年） | 司藤再生（童年） 小名：西西，年齡4至5歲，幼時，被大學生們出外遊玩時，在山裡撿到。司藤消散後，为了再見到秦放，以生命为代價強行再次異變而成，亦是司藤留给秦放的一個念想。 |                       |
| 郭赫轩                 | 顏瓦房                  | 顏福瑞的徒弟 曾被赤傘沈銀灯抓去預充作補充力量之存糧，後被司藤所救。 |                       |
| 娜吉瑪                 | 陳宛                    | 秦放的初恋 七年前因丘山（單志剛）之故而滅頂，曾被沈銀灯（赤傘）利用幻術變成陳宛的模樣欺騙秦放，欲套取司藤復活情報。 |                       |
| 沈聖瀧                 | 央波                    | 沈銀燈的老公→自裁 以为自己可以帮沈銀燈（赤傘）復活，後來和沈銀燈死在一起。 |                       |
| 馬藜                   | 林娟                    | 幼兒園老師 任職於艾根斯古城幼兒園。是小西竹的幼兒園老師。 |                       |
| 龔帆                   | 易如                    | 孔菁華早年收養的女兒 曾名：西竹，年芳20歲，秦放的朋友。 |                       |
| 王鑫峰                 | 賈三／賈貴宏            | 黃包車夫 目睹司藤被白英殺死，被白英以藤殺要脅，下令其遷居世世代代守著司藤的屍体。 | 赵铭洲                |
| 王彤羽                 | 長生                    | 苅族 又名：獨活。曾欺騙年少丘山，致師門被滅。並導致丘山永世仇視苅族。 | 白雪岑                |
| 范近輪                 | 秦來福                  | 秦放的太爺爺 紡織廠物件供應商。 |                       |
| 程佳光                 | 黄翠兰                  | |                       |
| 崔立明                 | 李正元                  | |                       |
| 许敏                   | 黄玉                    | |                       |
| 杨瑾洁                 | 沈翠翘                  | |                       |
| 石蕊                   | 賈玲玲                  | 顏福瑞的老婆 |                       |
| 卓杰泽仁               | 洛绒尔甲                | |                       |
| 常芮                   | 白祕書                  | 秦放公司的秘書 因緣際會救过丘山（因外星隕石失效而變老）一命。 |                       |
| 田根正                 | 刑先生                  | 番外篇中，收養小西竹的家庭。 |                       |
| 張慧                   | 刑太太                  | 番外篇中，收養小西竹的家庭。 |                       |
| 于春                   | 萬先生                  | 白英現世復活後，曾衝撞到其家車，致事故發生。 |                       |
| 刘佳                   | 萬太太                  | 被司藤誤會白英現世復活後附身於其身，但事後確認非也。 |                       |
| 蔣謹煦                 | 萬家小女兒              | 白英現世復活後，曾暫附身於其身，後又逃離。 |                       |
| 王瀚                   | 邵慶                    | 邵琰寬的後代（孫） 麵店老闆。 |                       |
| 贺颖怡                 | 荷花                    | |                       |
| 周维克                 | 男老师                  | |                       |
| 张世宏                 | 陈宛父                  | |                       |
| 王秀媛                 | 陈宛母                  | |                       |
| 宋昭明                 | 福利院院长              | |                       |
| 李泓霖                 | 小元宝                  | | 沈良骏                |
| 香芋                   | 小苹果                  | |                       |
| 周伟                   | 宋工                    | |                       |
| 赵宁                   | 秦夫人                  | |                       |
| 张云                   | 船工                    | |                       |
| 杜姚                   | 阿翎                    | |                       |
| 李诗绎                 | 秦放朋友                | |                       |
| 张荟苓                 | 张嫂                    | |                       |
| 张爱月                 | 老太太                  | |                       |
| 李佳桐                 | 三姨太                  | |                       |
| 孙一平                 | 大姨太                  | |                       |
| 朱忠进                 | 洋行老板                | |                       |
| 白东风                 | 丘山师傅                | |                       |
| 白桂娟                 | 梅                      | |                       |
| 满立亚                 | 兰                      | |                       |
| 胡宝                   | 菊                      | |                       |
| 于觐源                 | 瑞孙                    | |                       |

## 电视原声带
| 《司藤》电视剧原声带 | 《司藤》电视剧原声带                       | 《司藤》电视剧原声带 | 《司藤》电视剧原声带 | 《司藤》电视剧原声带 | 《司藤》电视剧原声带 |
| 曲序                 | 曲目                                       |                      | 作曲                 | 编曲                 | 演唱                 |
| -------------------- | ------------------------------------------ | -------------------- | -------------------- | -------------------- | -------------------- |
| 1.                   | 《千萬勇敢》（主題曲）                     | 赵登凯               | 赵登凯               |                      | 景甜                 |
| 2.                   | 《星隕》(1-15集)（片尾曲）                 | 焦东                 | 杜星萤               |                      | 棉子                 |
| 3.                   | 《本可以》(16-30集)（片尾曲）              | 李扬                 | 陈永涛               |                      | 劉宇寧               |
| 4.                   | 《答應我》(男聲版)（插曲）                 | 周品                 | 冯达                 | 于昊                 | 周品                 |
| 5.                   | 《答應我》(女聲版)（插曲）                 | 周品                 | 冯达                 | 于昊                 | 謝丹妮               |
| 6.                   | 《Wonderful surprise》(男聲抒情版)（插曲） | 徐梦雅               | 冯达                 | 于昊                 | 張彬彬               |
| 7.                   | 《Wonderful surprise》(男女對唱版)（插曲） | 徐梦雅、日安         | 冯达                 | 于昊                 | 魚椒盐、謝丹妮       |
| 8.                   | 《微光微涼》（插曲）                       | 李玉飞               | 冯达                 | 于昊                 | 葉里                 |
| 9.                   | 《千萬勇敢》（插曲）                       | 赵登凱               | 赵登凱               |                      | 董又霖               |
| 10.                  | 《千萬勇敢》(唱作人版)（插曲）             | 赵登凱               | 赵登凱               | 赵登凱               | 赵登凱               |
| 11.                  | 《下落不明》（插曲）                       | 李扬                 | 陈永涛               |                      | 張彬彬               |
| 12.                  | 《坠落星空》（插曲）                       | 小星星Aurora         | 小星星Aurora         |                      | 小星星Aurora         |
| 13.                  | 《我們之間，我們之外》（插曲）             | 赵登凱               | 赵登凱               |                      | 王笠人               |

## 奖项
| 年份   | 頒獎典禮             | 獎項             | 備註 |
| 2021年 | 第八屆文榮獎頒獎典禮 | 年度平台最佳作品 | 獲獎 |